# Salvate il Gray Lady
Salvate il Gray Lady (Gray Lady Down) è un film del 1978 diretto da David Greene.

## Trama
Il sottomarino USS Neptune è sulla rotta di casa e il suo comandante, l'esperto Paul Blanchard, è al suo ultimo viaggio sul sommergibile in quanto ha ricevuto una promozione per diventare comandante di una intera squadra di sottomarini.
Sfortunatamente il Neptune viene speronato da una nave cargo a causa di una fitta nebbia e precipita sul fondale oceanico. L'equipaggio di bordo e le forze di recupero dovranno collaborare per salvare la vita delle persone a bordo.

## Cast
Il film rappresenta il debutto cinematografico di Michael O'Keefe e di Christopher Reeve.